# Héctor Tuya
Héctor Tuya (Oviedo, 1979) es un músico, compositor y productor asturiano.

## Biografía
Héctor Tuya nace en Oviedo en 1979. Comenzó precoz su carrera por los escenarios como guitarrista con Los Hornymans (1992) y en 1998 se incorporó a la banda de glam-rock Babylon Chàt. Con Babylon Chàt grabó tres discos y un single. 
Tras la disolución de la banda en 2005 vivió en Ámsterdam y en Vancouver, donde formó parte de la banda local The Tomcats. Se mudó a Madrid en 2008. Se graduó en SAE Madrid como ingeniero de audio y fundó el estudio de grabación Bailén 37, desde donde produjo alrededor de una veintena de discos. En 2014 trasladó el estudio a Luanco (Asturias) por motivos de  salud. En ese mismo año se licenció en Filología Inglesa.
En 2017 publicó su primer álbum en solitario, La Caja Negra (Maral Producciones), por el que le  concedieron el Premio Tino Casal a Mejor disco Nacional (2017) y el  Premio GAVA a Mejor videoclip en Asturias por el single "Me arrancaré los ojos" (2018). En 2019 publicó el single "Las  seis y diez", canción que inauguró el ciclo Asturias Sonora en FITUR 2019 y alcanzó éxito en pocos días en las redes sociales.[cita requerida] También en 2019 su canción "Marea  Viva" fue incluida como banda sonora del documental Cuca, retrato de una mujer (dirigida por Carlos Navarro), candidata a los Goya y ganadora del Premio al Mejor Largo Asturiano en el FICX.

## Discografía

#### Con Babylon Chàt
- Hotel Adicción (Avispa, 2000)
- Bailando con Brando (Avispa, 2002)
- Baile de disfraces (Fundación Autor, 2005)
- Como un huracán (2005)

#### En solitario
- H (EP. 2007)
- La Caja Negra (MARAL Producciones, 2017)

#### Como productor y músico
- Teatro chino, de Alberto Ballesteros (2011)
- Marcelo Champanier & Pepe Curioni (Estación Sonora, 2011)
- Yo fui el asesino, de Luis DelRoto (2011)
- Garaje Jack & Joe Eceiza (Estación Sonora, 2012)
- Marazu & Perro Flaco (Estación Sonora, 2012)
- David Varona & Luis DelRoto (Estación Sonora, 2012)
- Alfa & Pablo Galiano (Estación Sonora, 2012)
- El segundo oficio más viejo del mundo, de Alfa (2012)
- Apuntes de otro tiempo, de Jairo Martín (2012)
- De parte de Marilyn, de Olivia de Happyland (2013)
- No es fácil ser hombre, de Nistal (2013)
- David González & Kike Babas y La Desbandada (Estación Sonora, 2013)
- Hay días, de Fonsi Rock (MARAL Producciones, 2013)
- La III fotografía, de Luis DelRoto (2013)
- La raptora, de Fee Reega (2014)
- Mejor perder que huir, de Joe Eceiza (2014)
- El hombre sin hombros, de Kike Calzada (2014)
- El mundo encima, de Alberto Ballesteros (2014)
- Coloreados, de Kike Calzada (2015)
- Violeta, de Luis Lasso (2015)
- Hombres mejores, de Jairo Martín (2016)
- Caza de brujas, de Mr. Sóriver (2016)
- Apartamento 304, de Luis DelRoto (2017)
- Animalías, de Delagua (2019)
- La historia de cuatro tipos, de Diego Rodríguez (2022)
- Atentamente, de Querida Margot (2023)
- Últimamente solo hablo de ti, de Flaco Rodríguez (2025)

## Premios y distinciones
- Premio AMAS a la Mejor Canción 2005 por "Lolita", de Baile de Disfraces.[8]
- Premio Tino Casal a Mejor Disco Nacional 2017 por La Caja Negra.[4]
- Premio GAVA Mejor Videoclip 2018 por "Me arrancaré los ojos".[9]

## Obra filmográfica
- Compositor y productor de la banda sonora de "Cruda", cortometraje dirigido por Myrte Huyts (2012)
- Autor de "Marea viva", canción original de la película CUCA, Retrato de una mujer de Carlos Navarro (2019)

## Obra literaria
- "Atenas. Terminal 28" relato incluido dentro de la antología La Edad del Óxido (Laria, 2009)

- Texto para En cada lamento se hace canción (a la memoria de Jose Ignacio Lapido) (Comares, 2018)

- "Bye bye love" relato incluido en la antología Palabra fiera (Más Madera, 2020)

## Colaboraciones
- Buenas Noches Rose en "Ritual" (Hotel Adicción)
- Loquillo en "Viciosa" (Bailando con Brando)
- Leiva  en "Mi niña" y en "Como un huracán" (Baile de disfraces)
- Rubén Pozo en "Yo tengo algo"  (La Caja Negra)
- César Pop y Nistal  en "Frío en el cielo"
- Colaboración en directo con Pancho Varona en el Santa Cecilia
- Víctor Manuel en "Marea Viva" (dentro de Luanco al Mar)
- Rita Ojanguren y Fee Reega  en "Lis en el Tejado" (La Caja Negra)